# Terminal de Transportes de El Banco
La Terminal de Transporte de El Banco es la empresa que presta servicios de transporte intermunicipal y regional a varios destinos en el departamento de Magdalena y en otras regiones de Colombia. Actualmente solo hay un terminal en el municipio.
La terminal se encuentra en una ubicación al norte del municipio, en el barrio Pueblo Nuevo, muy cerca del Parque El Pato, también se puede encontrar varios restaurantes que ofrecen una amplia variedad de opciones gastronómicas. Desde comida típica de la región hasta comida rápidas. Cuenta con varias empresas de transporte que operan en la estación, así como también ofrece servicios de parqueadero, tiendas, restaurantes y otros servicios.

## Rutas
Desde la terminal de transporte de El Banco, se pueden encontrar servicios de transporte hacia ciudades como Santa Marta, Barranquilla, Valledupar, Bucaramanga, Medellín, Cartagena, Cúcuta, Riohacha, Sincelejo, Montería, Bogotá y mucho más